# Gouren
Gouren é um estilo de wrestling que foi instituído na Bretanha, durante vários séculos. Na França, o gouren é supervisionado pela Fédération Française de Lutte (Federação Francesa de Luta).

## História
O gouren chegou na península Armóricana no século IV, com o grande afluxo de bretões. Inicialmente, era apenas os nobres que a praticavam, mas a sua prática se espalhou pelo restante do povo. Manteve a sua nobreza pelo cavalheirismo entre os combatentes, que devem fazer um juramento, antes da luta.
Ele ainda era popular na Bretanha no início do século XX, com competições a cada domingo em algumas cidades pequenas. Nessa época, foi ameaçado com a chegada de novos esportes como o futebol e o ciclismo.
Em 1930, a fim de evitar que a prática do gouren caísse no esquecimento, Charles Cottonec de Quimperlé (Finistère) deu nova vida ao esporte, com a criação de um conjunto de regras e a primeira federação do esporte, que ainda está ativa até hoje.
Atualmente, o gouren é um esporte de combate bem organizado. Tem a sua própria federação, clubes (skoliou), e os seus próprios campeonatos europeus que acontecem a cada dois anos.
O gouren também manteve seus laços culturais, e demonstrações desta arte marcial podem ser vistas ao lado da música e da dança bretãs tradicionais.

## Regras
Os lutadores, obrigados a lutar com os pés descalços, vestem uma camisa branca especial (roched) amarrada com um cinto e uma calça preta (bragoù), e tentam trazer um ao outro para o chão pelo agarramento do roched do oponente. 
Uma vitória (lamm) é declarada quando o perdedor estiver com as costas no chão, com o vencedor em pé, o que normalmente é conseguido dando-se uma rasteira no adversário. 
A vitória só é alcançada quando as duas omoplatas do perdedor batem no chão ao mesmo tempo, e antes de qualquer outra parte do corpo. Cada luta dura sete minutos no máximo.

## Resultados

### Lamm
O resultado perfeito é o lamm. Ele termina a luta imediatamente e vale 6 pontos. O Lamm é a queda perfeita: o perdedor cai horizontalmente em suas costas com os ombros tocando o chão.

### Kostin
É o melhor resultado seguinte, muito próximo do lamm: uma queda sobre um ombro, por exemplo. É contado no final de um turno. Vale 4 pontos.

### Kein
É uma vantagem e é levada em conta no final de uma astenn (hora extra: metade do tempo de um turno). É uma queda da parte inferior das costas, ou as costas todas e posterior.